# جولي أ. نيلسون
جولي أ. نيلسون (بالإنجليزية: Julie Nelson)‏ هي اقتصادية أمريكية، ولدت في 1956.